# Microsoft Office XP
Microsoft Office XP (noto nello stadio beta come Office 10 e conosciuto anche come Office 2002) è una suite della famiglia Microsoft Office distribuita da Microsoft per il sistema operativo Microsoft Windows. Questa suite è il successore di Microsoft Office 2000 ed il predecessore di Office 2003 e può essere riconosciuto anche con il nome di 'Office 10', che è il suo nome in codice. Fu messo in commercio il 5 marzo 2001 negli USA, mentre in Europa apparve per la prima volta il 4 agosto 2001.
Un elemento chiave della campagna pubblicitaria di Microsoft Office XP è stata la rimozione di Clippy ed altri Assistenti Office, di cui ormai Microsoft conosceva l'impopolarità, che furono disattivati per impostazione predefinita ma non furono eliminati del tutto fino alla versione 2007.

## Panoramica
Office XP è stato distribuito il 5 marzo 2001 negli USA. Per questa versione sono stati distribuiti 3 Service Pack. La fase di supporto 'Mainstream' per Office XP terminò l'11 luglio 2006, giorno in cui  Windows 98 e Me non furono più supportati. Il supporto esteso è terminato il 12 luglio 2011.

### La denominazione
Microsoft Office XP è stato distribuito lo stesso anno di Windows XP ma, nonostante le somiglianze fra nomi, è compatibile anche con Windows NT 4.0, Windows 98, Windows 98 SE, Windows 2000, Windows Me, per i quali sarà l'ultima suite compatibile. Mantiene una certa compatibilità anche con Windows Vista ma non ha compatibilità con Windows 7. Non è compatibile nemmeno con Windows 95, per cui l'ultima suite compatibile è Office 2000
Ai componenti di Office XP venne assegnata la sigla "2002", anche se il suffisso è "XP"; per esempio, Word non verrà chiamato Word XP, bensì Word 2002.

## Caratteristiche
Microsoft Office XP, fu un aggiornamento importante, con numerosi miglioramenti e cambiamenti.
- Modalità Provvisoria: Questa caratteristica permette ad applicazioni come Outlook 2002 di avviarsi quando il loro avvio potrebbe fallire. La Modalità provvisoria di Office consente di rilevare il problema e ripararlo o ignorarlo, e darlo come corrotto  al registro di sistema.
- Smart tag: È una nuova tecnologia fornita con Office XP. Alcuni smart tag operano sulla base delle attività degli utenti, come ad esempio aiutare quando c'è un errore di battitura. Questi gli smart tag vengono forniti con i prodotti, e non sono programmabili. Per gli sviluppatori, però, vi è la possibilità di creare smart tag personalizzati. In Office XP, gli smart tag personalizzati potrebbero funzionare solo su Word e su Excel.
- Attivazione del Prodotto: Come Windows XP, Office XP include la tecnologia di attivazione del prodotto per evitare la pirateria del software. Questa funzionalità sarà implementata anche nelle versioni successive di Office.
- Riconoscimento vocale e riconoscimento della grafia Sono le nuove funzionalità di Office XP, condivise tra tutte le applicazioni di Office come Outlook Express. La funzione di riconoscimento vocale comprende due funzioni diverse, dettatura e Comando vocale. La dettatura fornisce agli utenti la possibilità di dettare le parole che verranno trascritte in un documento digitale di un programma di Office, mentre la voce di comando è usata per richiamare le opzioni di menu e comando tramite voce. Il riconoscimento della grafia consente agli utenti di immettere testo mediante scrittura anziché digitazione.

## Edizioni
I singoli componenti (Word, Excel ecc.) sono distribuiti in un'unica suite da Office 95. Queste applicazioni sono disponibili in diversi pacchetti di vendita: il pacchetto full per tutti i computer dove office non era presente, e il pacchetto aggiornamento per aggiornare una versione di office precedente. Tutte le edizioni avevano come componenti principali Word, Excel e Outlook, e tutte le edizioni, tranne l'edizione Small Business, avevano PowerPoint.
| Applicazione | Std | SB | Pro | ProPlus | Dev |
| ------------ | --- | -- | --- | ------- | --- |
| Word         | Sì  | Sì | Sì  | Sì      | Sì  |
| Excel        | Sì  | Sì | Sì  | Sì      | Sì  |
| PowerPoint   | Sì  | No | Sì  | Sì      | Sì  |
| Outlook      | Sì  | Sì | Sì  | Sì      | Sì  |
| Access       | No  | No | Sì  | Sì      | Sì  |
| FrontPage    | No  | No | Sì  | Sì      | Sì  |
| Publisher    | No  | Sì | No  | No      | No  |
| ODT          | No  | No | No  | No      | Sì  |